# Стивенсон, Томас
Томас Стивенсон (англ. Thomas Stevenson; 22 июля 1818, Эдинбург, Шотландия — 8 мая 1887, там же) — шотландский инженер, строитель маяков и портов, метеоролог, изобретатель, антиквар. Президент Эдинбургского королевского общества (1884—1885). Президент Королевского шотландского общества искусств (1859—1860).

## Биография
Потомственный инженер, сын инженера-строителя Роберта Стивенсона, фирма которого строила по всей Шотландии маяки и порты. Образование получил в Королевской средней школе в Эдинбурге и Эдинбургском университете.
Продолжил дело отца. В 1869 году провёл успешный эксперимент по использованию изобретенного им электрического освещения для маяков, проложил подводный кабель из восточной части гавани Грантон (Эдинбург), что позволило контролировать свет маяка с расстояния в полмили от оператора, находящегося в гавани.
Внёс фундаментальный вклад в изучение влияния ветра и волн. Его работы являются одним из первых исследований скоростей ветра в планетарном пограничном слое, которое имело практическое применение.

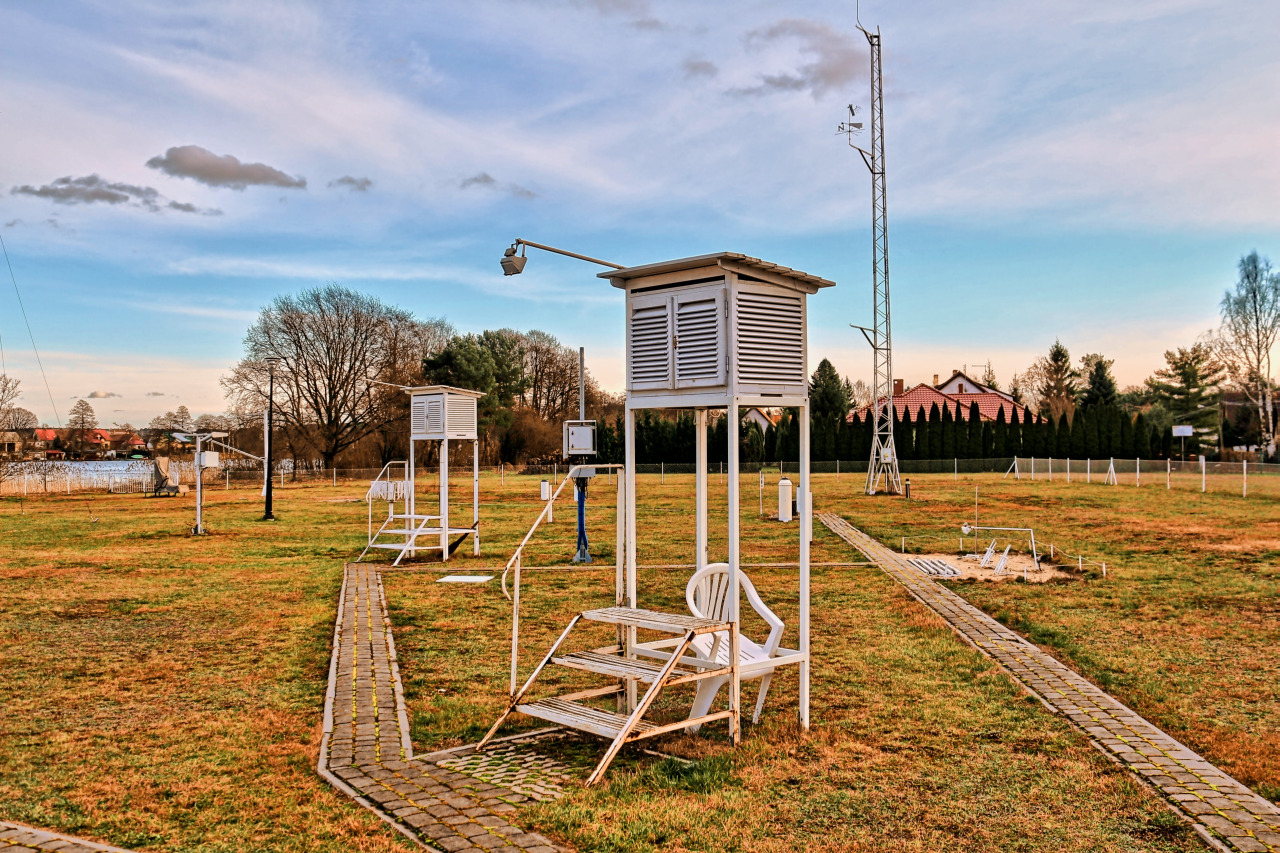
Экран Стивенсона — Метеорологическая будка

В 1864 году предложил, так называемый экран Стивенсона — метеорологическую будку, конструкцию специальной жалюзийной защиты приспособления для приборов, нуждающихся в ограждении от действия атмосферных осадков, солнечной радиации и ветра, получившую широкое распространение в мире.
Вместе со своим братом Дэвидом, а затем с племянником Дэвидом Аланом Стивенсоном спроектировал более тридцати маяков.
Соучредитель Шотландского метеорологического общества в 1855 году. Член Общества антикваров Шотландии. Член Института гражданских инженеров Великобритании.
Отец Роберта Льюиса Стивенсона, писателя, автора приключенческих романов и повестей, в том числе «Острова сокровищ».

## Избранные проекты маяков

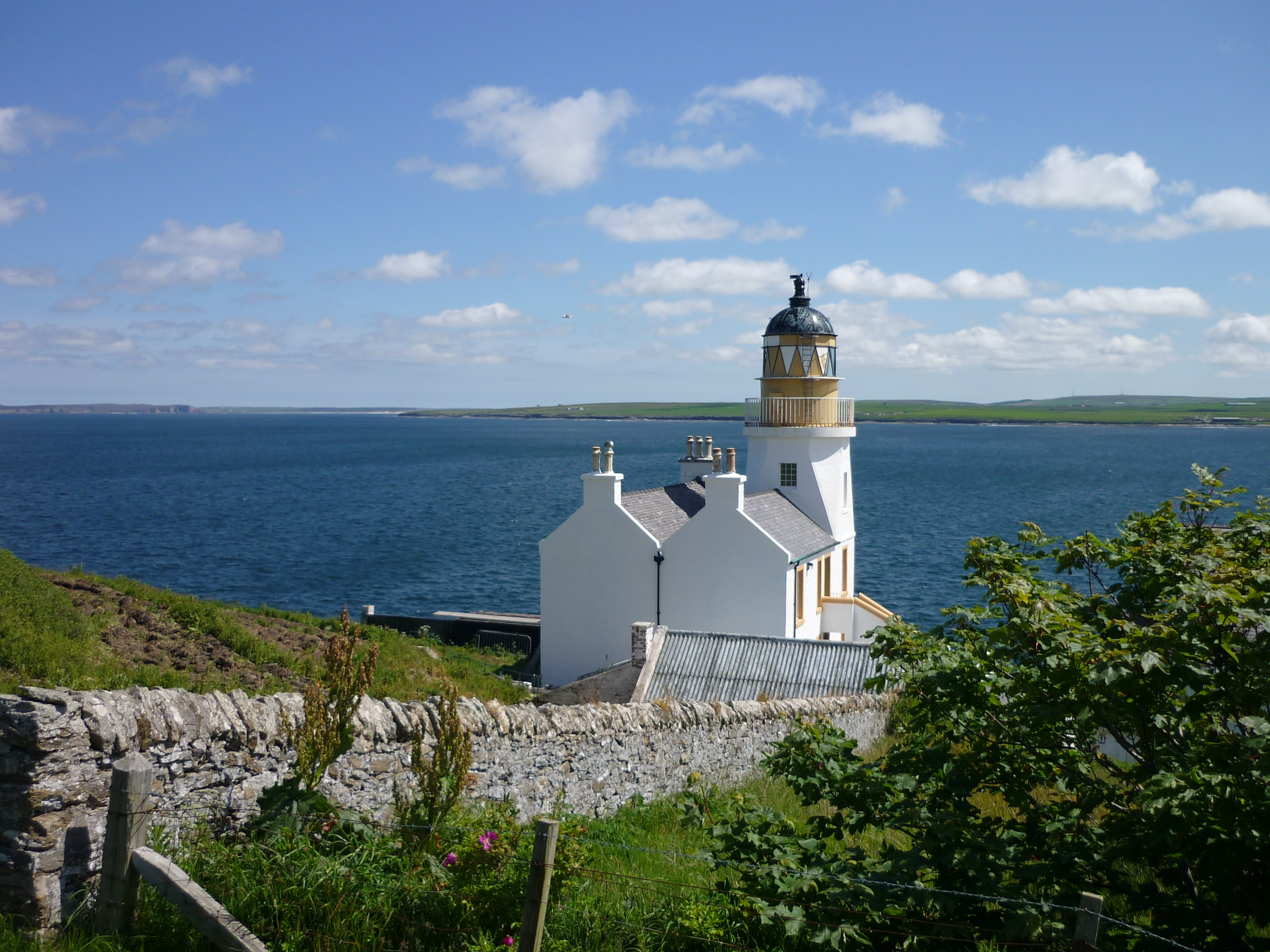
Маяк Холбурн Хед (Кейтнесс)

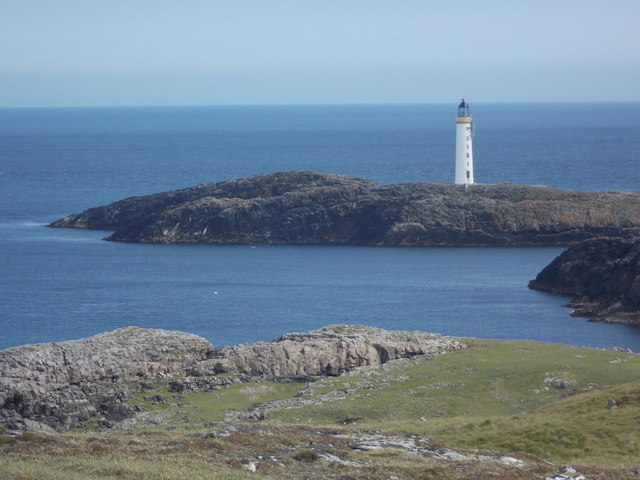
Маяк «Аут-Скеррис»

- Действующий маяк «Аут-Скеррис» на острове Баунд-Скерри построен в 1858 году[5]. В 1971 году включён в список архитектурных памятников категории «B»[6].

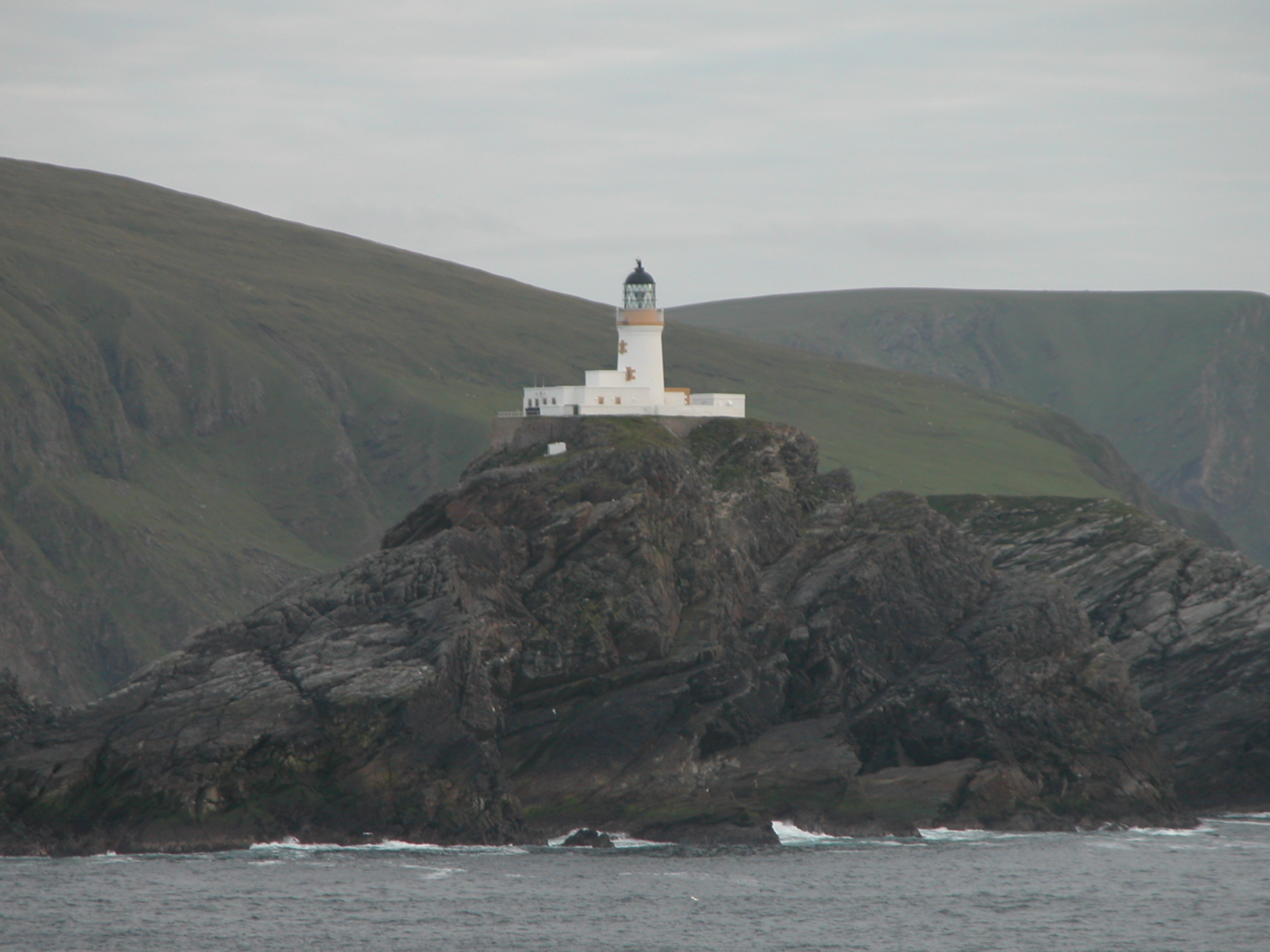
Маяк на о. Макл-Флагга

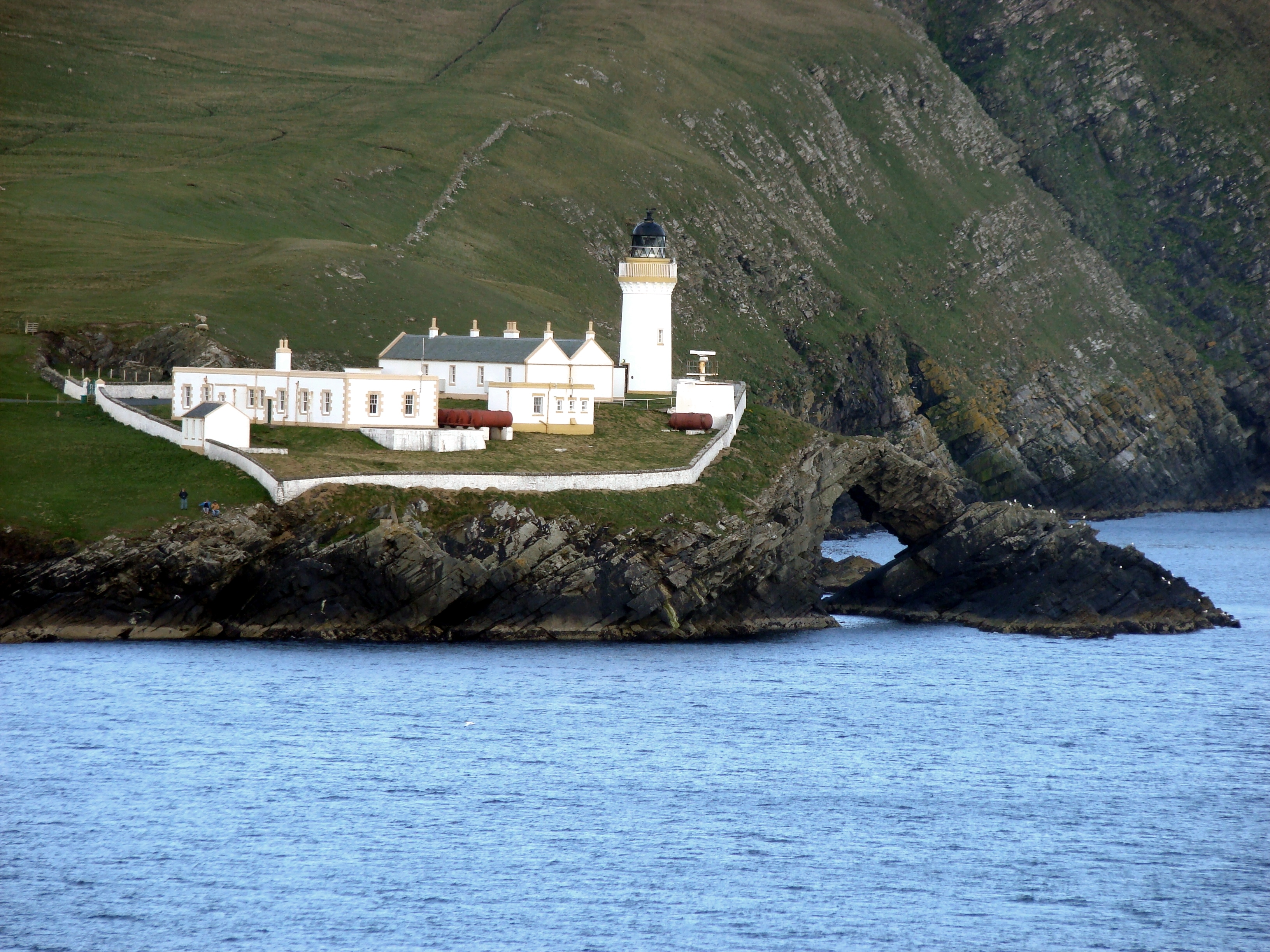
Маяк на о. Брессей

- Действующий маяк на о. Макл-Флагга
- Действующий маяк на о. Даваар
- Действующий маяк на о. Брессей
- Действующий маяк на о. Монаха
- Действующий маяк на о. Линдисфарн
- Действующий маяк на о. Фидра
- Действующий маяк на о. Чикен-Рок